# 藤沢桓夫
藤沢 桓夫（ふじさわ たけお、1904年7月12日 - 1989年6月12日）は、日本の小説家。「藤沢 恒夫」と表記される場合もあるが、これは誤記である。

## 略歴
大阪市生まれ。旧制大阪高校在学中に武田麟太郎（三高）・長沖一・神崎清らとともに同人誌『辻馬車』を発刊、1925年同誌に発表した「首」でデビューし新感覚派として目された。1927年大阪高校を卒業し東京帝国大学に入学、在学中は新人会で活動しプロレタリア文学に転向、1930年『傷だらけの歌』を書く。1931年文学部国文科を卒業したのち肺病で大阪に帰り、1936年『花粉』、1941年 - 1942年の『新雪』で新聞小説家として復帰。その後、大衆・流行作家として数多くの小説を書き、晩年まで関西文壇の長老として活動を続けた。

## エピソード
1931年秋に大阪朝日新聞文芸部の白石凡は、横山エンタツ・花菱アチャコのしゃべくり漫才をキタの花月の寄席で見た。コンビ結成以来漫才を自作してきたエンタツに優秀な漫才作者が付くと更に新しい漫才が期待できると考えた白石は、親交のあった藤沢に相談した。この時藤沢は高校・大学の同期で交流のあった文芸作家の林広次を紹介し、エンタツと引き合わせた。エンタツと林は意気投合して林は漫才作家に転向した。この林こそ後に「上方漫才の父」とも称される秋田實である。
アマチュア五段（没後七段を追贈された）の段位を持つ程の、文士きっての将棋好きとしても知られ、その腕前は山口瞳から「ほとんどプロに近い」と評されている。本人は奨励会の初段・二段と対等の棋力と書いている。藤沢は四段・五段のプロ棋士と平手で指しだだけでなく、自分が香車を落とす手合いでも指したが、それは「どうみても行きすぎ」でプロ棋士の側の迎合であったと内藤国雄は書いている。また、それを生かした将棋を題材にした小説や随筆を多く書き、新境地を開いた。
詰将棋の創作もし、また将棋棋士たちと盛んに交流・援助した。
また野球好きとしても知られ、戦前は大阪の芸人である芦乃家雁玉とチームを結成したこともある。

## 親族等
高松藩の儒学者の家系になる。曾祖父は漢学者の藤沢東畡。祖父も漢学者の藤沢南岳。父も漢学者で関西大学初の名誉教授となった藤沢章二郎（藤沢黄鵠）。父方の伯父の藤沢元造（藤沢黄坡）は衆議院議員。
母方の叔父は東洋史家の石濱純太郎。その息子で作家石浜恒夫は従弟。
また、直接の関係は無いが歌手の藤島桓夫の芸名の由来である。

## 著書
- 『傷だらけの歌』（改造社、新鋭文学叢書） 1930
- 『辻馬車時代』（改造社、新鋭文学叢書） 1930
- 『生活の旗』（天人社、現代暴露文学選集） 1930
- 『街の灯』（春秋社） 1933
- 『漁夫』（春陽堂、日本小説文庫） 1933
- 『燃える石』（改造社、文藝復興叢書） 1934
- 『大阪の話』（サイレン社） 1935
- 『憎しみの坩堝』（政経書院） 1935
- 『恋人』（竹村書房） 1936
- 『道頓堀の女 大阪物語集』（信正社） 1937
- 『花粉』（新潮社） 1937
- 『大阪』（中央公論社） 1937
- 『花ある氷河』（竹村書房） 1938
- 『緑の褥』（竹村書房） 1939
- 『赤い月』（河出書房） 1940
- 『淡雪日記 大阪物語集』（輝文館） 1940
- 『青春詩集』（春陽堂） 1940
- 『妻の感傷』（讀切講談社） 1940
- 『大阪手帖 随筆』（秩父書房） 1941
- 『横顔』（輝文館） 1941
- 『郷愁』（春陽堂） 1942
- 『新雪』（新潮社） 1942
- 『中学生』（全国書房） 1942
- 『勁い花々』（学芸社） 1943
- 『幸福問答』（春陽堂書店） 1943
- 『生活の樹』（全国書房） 1943
- 『美しい季節』（新太陽社） 1943
- 『風に立つ』（春陽堂） 1944
- 『花言葉』（弘文社） 1946
- 『水のほとり』（桂書店） 1946
- 『朝の歌』（三島書房） 1946
- 『若い樹々』（新紀元社） 1946
- 『純情物語』（新生活社） 1947
- 『女学生』（新太陽社） 1947
- 『牧歌』（三島書房） 1947
- 『初戀』（弘文社） 1947
- 『少女』（民衆書房） 1947
- 『青春の弾道』（中川書店） 1948
- 『白鳥は悲しまず』（三河書房） 1948
- 『愛する権利』（鷺ノ宮書房） 1948
- 『私は見た』（新潮社） 1948
- 『明日』（世間書房） 1948
- 『青春奇談』（裾花書院） 1949
- 『感情旅行・花ふたたび』（大日本雄弁会講談社） 1951
- 『花の秘密』（偕成社） 1951
- 『白蘭紅蘭』（湊書房） 1952
- 『妖精は花の匂いがする』（東成社、ユーモア小説全集） 1952
- 『レモンの月』（朝日新聞社） 1952
- 『青い薔薇』（読売新聞社） 1953
- 『東京マダムと大阪夫人』（東京文芸社） 1954
- 『緑の詩集』（東京文芸社） 1954
- 『天使は濡れている』（東京文芸社） 1954
- 『大阪五人娘』（東方社） 1954
- 『天使の歌』（偕成社） 1954
- 『白鳥は死なず』（東方社） 1955
- 『黄金の椅子』（講談社） 1955
- 『未知の季節』（東京文藝社） 1955
- 『結婚記』（東方社） 1956
- 『青・白・赤』（角川書店、角川小説新書） 1956
- 『薔薇はよみがえる』（大日本雄弁会講談社、ロマン・ブックス） 1956
- 『君は花の如く』（大日本雄弁会講談社） 1956
- 『わが花わが夢』（東方社） 1956
- 『君よ知るや』（東方社） 1957
- 『誰かが呼んでいる』（講談社、ロマン・ブックス） 1957
- 『女の旅路』（講談社、ロマン・ブックス） 1957
- 『誰も知らない』（講談社、ロマン・ブックス） 1958
- 『慕わしの御名』（東方社） 1958
- 『星と菫と』（東方社） 1958
- 『緑の愛人』（浪速書房） 1958
- 『青い星の下で』（東方社） 1959
- 『青髯殺人事件』（講談社、ロマン・ブックス） 1959
- 『都会の白鳥』（講談社、ロマン・ブックス） 1959
- 『青春の打席』（角川書店） 1959
- 『泉は涸れず』（講談社） 1959
- 『大阪八景』（講談社） 1960
- 『康子は推理する』（東京文芸社） 1960
- 『風は緑に』（講談社、ロマン・ブックス） 1960
- 『真剣屋』（東方出版） 1960
- 『都に雨の降る如く』（講談社） 1961
- 『幸福の来る道』（東方社） 1962
- 『新・大阪物語』（桃源社） 1963
- 『太陽がみつめる』（講談社、ロマン・ブックス） 1964
- 『小説 将棋水滸伝』（文藝春秋） 1967
- 『天使の羽根』（講談社） 1968
- 『人生師友 随想集』（弘文社） 1970
- 『名人物語』（大阪教育図書） 1971
- 『大阪自叙伝』（朝日新聞社） 1974、中公文庫 1981
- 『大阪の人』（光風社） 1974
- 『将棋百話 わが観戦記 升田幸三伝 勝負師・大山康晴』（弘文社） 1974
- 『棋士銘々伝』（講談社） 1975
- 『四十一枚目の駒』（講談社） 1976
- 『将棋童子』（講談社） 1979
- 『将棋に憑かれた男』（双葉社） 1980
- 『人生座談 随筆』（講談社） 1981
- 『私の大阪』（創元社） 1982
- 『回想の大阪文学 明治・大正・昭和の大阪文学を語る』（ブレーンセンター、なにわ塾叢書） 1983

### 小説集
- 「藤沢桓夫長篇小説選集」全20巻（東方社）
  1. 『大阪五人娘』 1954.11
  2. 『新雪』 1954.12
  3. 『青春の弾道』 1955.3
  4. 『幸福問答』 1955.4
  5. 『白鳥は死なず』 1955.5
  6. 『女学生 / 花言葉』 1955.5
  7. 『花は偽らず』 1955.7
  8. 『新しい歌』 1955.8
  9. 『朝の歌』 1955.9
  10. 『青い薔薇』 1955.11
  11. 『生活の樹 / 横顔』 1956.1
  12. 『郷愁』 1956.3
  13. 『私は見た』 1956.5
  14. 『彼女は答へる / 大阪』 1956.6
  15. 『薔薇は語りぬ』 1956.8
  16. 『二都物語』 1956.9
  17. 『星は見ていた / 秋草問答』 1956.11
  18. 『妖精は花の匂いがする / 天使も夢を見る』 1956.11
  19. 『白蘭紅蘭』 1957.1
  20. 『レモンの月』 1957.2

### 共著
- 『大阪 我がふるさとの……』（田村孝之介共著、中外書房） 1959
- 『京都大阪神戸300円味の店』（北野栄三共著、有紀書房） 1966
- 『川柳にみる大阪』（橘高薫風共著、保育社カラーブックス） 1985
- 『王将・坂田三吉』織田作之助、村松梢風共著 中公文庫 2021.10

## 翻訳
- 『航海一週間』（クルト・クレエベル、内外社、国際最鋭文学叢書） 1930
- 『紐育物語』（オー・ヘンリー、創元社） 1940